# Bolidiana pallidiceps
Bolidiana pallidiceps är en insektsart som beskrevs av Spångberg 1878. Bolidiana pallidiceps ingår i släktet Bolidiana och familjen dvärgstritar. Inga underarter finns listade i Catalogue of Life.